# Juegos Olímpicos Masái
Los Juegos Olímpicos Masái son un evento multideportivo bienal que tiene lugar en Kenia. El propósito del evento es la sustitución de las costumbres ancestrales del pueblo masái, que tenían como objetivo la caza de vida salvaje, por la práctica de competiciones deportivas.

## Historia

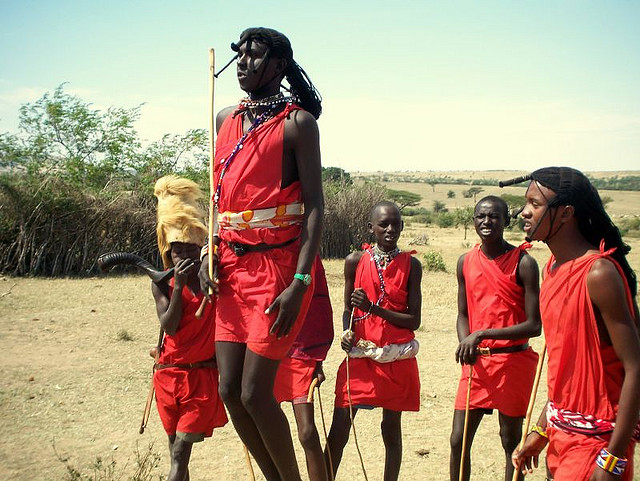
El salto vertical es parte de la danza tradicional de los masái, y en los juegos existe el evento del salto de altura que pone a prueba esta destreza con la misma técnica.

En el año 2008 los patriarcas del pueblo masái plantearon la necesidad de eliminar la cacería de leones, que había sido un importante rito entre los jóvenes para demostrar la transición a la edad adulta. La cacería, y la consecuente desaparición de la vida salvaje, tenía amenazada la misma existencia de la cultura masái. Por tanto los patriarcas buscaron la ayuda de la organización Big Life Foundation, quienes concibieron, junto a los nativos del Parque nacional de Amboseli, un programa educativo de conservación para los guerreros masái que dio como resultado la organización de los primeros Juegos Olímpicos Masái en el año 2012. Como padrino de las dos primeras ediciones se nombró al campeón olímpico David Rudisha.

## Desarrollo
Los juegos se desarrollan en tres fases a lo largo del año. En el mes de enero se realiza un adiestramiento de los jóvenes masái para las pruebas. Posteriormente compiten para ser seleccionados a uno de los cuatro equipos que representarán a cada manyatta (asentamientos). Cabe agregar que los competidores provienen del ecosistema Tsavo-Amboseli en Kenia. La segunda fase, entre julio y octubre, consiste de eventos regionales en que cada equipo se enfrenta uno contra el otro. Para el mes de diciembre se realizan los Juegos Olímpicos Masái, donde todos los manyattas compiten a lo largo del día para agenciarse los premios.

## Eventos
Las competencias de los juegos incorporan las destrezas tradicionales de los guerreros masái, para quienes la búsqueda de la victoria tiene como trasfondo el reconocimiento de la bravura, la afirmación de liderazgo y la impresión al sexo opuesto. Los eventos tienen lugar al aire libre y sobre terreno rústico. Pese a que las mujeres cumplen el rol tradicional de aliento a los competidores, ellas también han sido incorporadas a los certámenes deportivos, aunque en menor medida. Las pruebas de los juegos son las siguientes:
| Prueba                  | Masculino | Femenino |
| ----------------------- | --------- | -------- |
| 100 m                   |           |          |
| 200 m                   |           |          |
| 800 m                   |           |          |
| 1500 m                  |           |          |
| 5000 m                  |           |          |
| Salto de altura         |           |          |
| Lanzamiento del rungu   |           |          |
| Lanzamiento de jabalina |           |          |

## Ediciones
| Año  | Edición | País  | Fecha           | Lugar                                  |
| ---- | ------- | ----- | --------------- | -------------------------------------- |
| 2012 | I       | Kenia | 22 de diciembre | Santuario de vida salvaje Sidai Oleng. |
| 2014 | II      | Kenia | 13 de diciembre | Santuario de vida salvaje Sidai Oleng. |

## Premios
Para la edición del 2014, los premios fueron los siguientes:
- Para los primeros tres lugares de cada evento: medallas y premios en efectivo.
- Para los dos primeros lugares de la prueba de 5000 m: el patrocinio para tomar parte de la Maratón de Nueva York.
- El manyatta con el mejor desempeño en la conservación del medio ambiente: premio en efectivo de parte del Zoo de Chester de Inglaterra.
- El manyatta con el mejor desempeño en los juegos: trofeo y un semental bovino de alto registro.